# Zahínos
Zahínos (extremadurai nyelven Çaínus) község Spanyolországban, Badajoz tartományban. Zahínos Higuera de Vargas, Jerez de los Caballeros, Oliva de la Frontera és Villanueva del Fresno községekkel határos. Lakosainak száma 2765 fő (2024).

## Népesség
A település népessége az utóbbi években az alábbiak szerint változott:
| Lakosok száma | 3030 | 2961 | 2938 | 2906 | 2879 | 2864 | 2803 | 2803 | 2780 | 2765 |
|               | 2001 | 2004 | 2006 | 2009 | 2011 | 2014 | 2016 | 2019 | 2021 | 2024 |